# Lorenzo Schiano di Pepe
Lorenzo Schiano di Pepe (* 8. März 1974 in Genua) ist ein italienischer Rechtswissenschaftler (Europarechtler) und Rechtsanwalt.

## Biographie

### Ausbildung
Er studierte Rechtswissenschaften von 1993 bis 2003 an der Universität Genua, der De Montfort University, dem University College London, der Georgetown University und der Universität Mailand.
2004 promovierte er an der Universität Mailand zum Dr. iur. mit der Arbeit Vessel-Source Pollution from Ships and Coastal State Powers under International and European Community Law (Doktorvater: Stefania Bariatti/Tullio Treves). Von 1998 bis 1999 studierte er am University College London und erlangte mit der Arbeit The World Trade Organization and the Protection of the Natural Environment: Recent Trends in the Interpretation of G.A.T.T. Article XX (b) and (g) den Titel Master of International Law (LL.M.) (Supervisor: David Cameron) sowie von 1999 bis 2000 mit einem Stipendium der Italienischen Fulbright-Kommission an der Georgetown University und erlangte mit der Arbeit Ensuring Compliance with Climate Law Obligations and the role of the EU den Titel Master of International Law (LL.M.) (Supervisor: Edith Brown Weiss).

### Rechtswissenschaftler
Von 2005 bis 2011 war er wissenschaftlicher Mitarbeiter am Fachbereich Rechtswissenschaften der Universität Genua, bevor er 2011 Professor für Europäisches Recht wurde. Von 2015 bis 2017 war er Koordinator des Jean-Monnet-Moduls Summer School on European Union and the Law of the Sea (EULoS), die von der Universität Genua und dem Institut für Seevölkerrecht und Internationales Meeresumweltrecht jährlich organisiert wird. Er ist seit 2018 Inhaber des Jean-Monnet-Lehrstuhls für Internationales und Europäisches Seerecht an der Universität Genua.

### Rechtsanwalt
Zugleich ist er seit 2001 als Rechtsanwalt (Italien) sowie seit 2009 als Partner in der 1976 gegründeten Rechtsanwaltskanzlei Studio Legale Afferni Crispo & C. in Genua und Mailand tätig.

## Ehrenämter
- Seit 2018 ist er Vorstandsmitglied der Agenzia Nazionale per la Sicurezza del Volo.[2]
- Seit 2012 ist er Mitglied des Wissenschaftlichen Beirates des Institutes für Seevölkerrecht und Internationales Meeresumweltrecht (ISRIM) in Bremen.

## Werk (Auswahl)
- Lorenzo Schiano di Pepe, Ilaria Queirolo (Hrsg.): Lezioni di diritto dell’Unione europea e relazioni familiari. 4. Aufl., Giappichelli, Turin 2019, ISBN 978-88-921-3072-2.
- Lorenzo Schiano di Pepe, Simone Carrea: Insolvency and Arrest of Ships: The Interaction of International and European Union Law. In: Rivista di diritto internazionale private e processuale. 2018, ISSN 0035-6174 S. 895-291.
- Lorenzo Schiano di Pepe: Cambiamenti climatici e diritto dell’Unione europea. Obblighi internazionali, politiche ambientali e prassi applicative. Giappichelli, Turin 2012, ISBN 978-88-348-3944-7.
- Lorenzo Schiano di Pepe, Francesco Munari: Tutela transnazionale dell’ambiente.

il Mulino, Bologna 2012, ISBN 978-88-15-23958-7.
- Lorenzo Schiano di Pepe, Sergio M. Carbone: Conflitti di sovranità e di leggi nei traffici marittimi tra diritto internazionale e diritto dell’Unione europea. Giappichelli, Turin 2010, ISBN 978-88-348-1476-5.
- Lorenzo Schiano di Pepe: Inquinamento marino da navi e poteri dello Stato costiero. Diritto internazionale e disciplina comunitaria. Giappichelli, Turin 2007, ISBN 978-88-348-7320-5.
- Lorenzo Schiano di Pepe: Port State Control as an Instrument to Ensure Compliance with International Marine Environmental Obligations. In: Andree Kirchner (Hrsg.): International Marine Environmental Law: Institutions, Implementation and Innovations (= International Environmental Law & Policy Series. 64). Kluwer Law International, The Hague / New York / London 2003, ISBN 978-9041120663, S. 137–156 (online).
- Andree Kirchner, Lorenzo Schiano di Pepe: International attempts to conclude a convention to combat illegal migration. In: International Journal of Refugee Law. Band 10, Nr. 4, 1998, ISSN 0953-8186, S. 662–674 (online).